# Olivier de Gourcuff
Pour les articles homonymes, voir Gourcuff.
Olivier Pierre Charles de Gourcuff (utilisant souvent Pierre de Kerlon comme pseudonyme), vicomte, né à Paris (2e) le 26 octobre 1853 et mort le 20 octobre 1938 à Yerres, est un écrivain et poète français.

## Biographie
À la tête d'une grande compagnie d'assurances, il se consacre à l'écriture et à l'évocation de figures littéraires, souvent oubliées, de la Bretagne. Il est l'auteur de recueils de poésies et de comédies. Il est le père naturel de Pierre Ramelot.

## Œuvres
- 1882 : François Auffray : un poète breton disciple de Ronsard
- 1883 : Un poète breton ignoré, de Bois-Hue, imprimerie Forest et Grimaud
- 1883 : Un Du Bartas en Bretagne : Alexandre de Rivière, magistrat poète, imprimerie Forest et Grimaud
- 1883 : Les satires de Louis Petit, publiées avec une notice et des notes par Louis de Gourcuff, Librairie des bibliophiles, Paris
- 1884 : Anthologie des poètes bretons du XVIIe siècle (en collaboration), Société des bibliophiles bretons, Nantes
- 1885 : Notes sur l'état de la Bretagne en 1788
- 1885 : Les Amis de Victor de Laprade, Barthélemy et Jean Tisseur
- 1885 : Le Mouvement poétique en Bretagne, de la fin de la Restauration à la Révolution de 1848
- 1886 : Rimes d'amour et de hasard
- 1887 : Un écrivain militaire d'autrefois, le Cte Alexandre d'Elbée
- 1891 : Le Rëve et la Vie, Jouaust éditeur, Paris
- 1898 : Un romantique nantais : Adolphe Allonneau et son «Pastiche»
- 1890 : Jean Meschinot. Les lunettes des Princes, publiées avec préface, notes et glossaire par Olivier de Gourcuff, Librairie des bibliophiles, Paris
- 1898 : Jean Kerver, drame en 3 actes en vers, édition Clerget
- 1900 : M. Charles Coran : un contemporain de Brizeux
- 1902 : « Claude de Trellon et ses confidences poétiques », Société des études historiques, 1902, p. 273-280
- 1906 : Hugophilies, Librairie Léon Vannier, Paris
- 1910 : Saints Donatien et Rogatien, L. Baron-Rault, Rennes
- 1934 : Garnier pleurant Ronsard, Imprimerie Raoul Bellanger, La Ferté-Bernard